# Fleet Fort
Fleet 60K Fort byl jednomotorový kanadský vzpěrový dolnoplošník s navzájem stupněnými kryty kabin a pevným podvozkem ostruhového typu.

## Vznik a vývoj

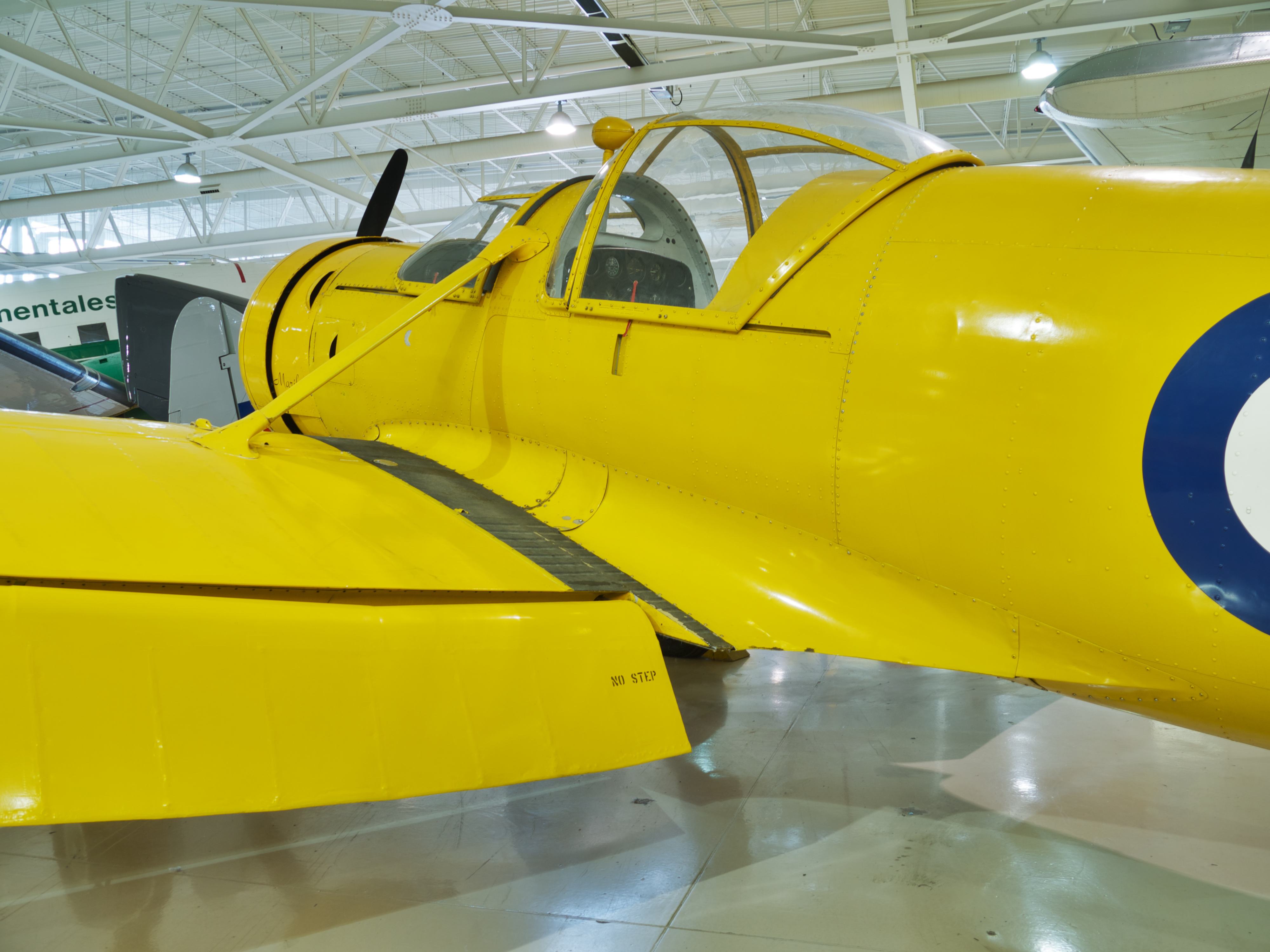
Fleet 60K Fort, Canadian Warplane Heritage Museum, Hamilton, Ontario

Společnost Fleet zahájila konstrukci nového typu, určeného k pokračovacímu výcviku, v roce 1938 a to z vlastní iniciativy.
Prototyp, poháněný motorem Jacobs L-6MB o 246 kW s dvoulistou vrtulí, poprvé vzlétl 22. března 1940 ve Fort Erle. Za řízení usedl šéfkonstruktér R. E. Young se zkušebním pilotem továrny T. F. Williamsem jako pozorovatelem. Létal bez označení až do května, kdy obdržel imatrikulaci CF-BQP. Po ukončení testů objenalo kanadské letectvo v červnu 1940 200 sériových letounů a převzalo prototyp, který dostal sériové číslo 3540 a nazvalo typ Fort.
První sériový Fort absolvoval úvodní let 18. dubna 1941. Následně RCAF přehodnotilo využití Fortu, když se ukázalo, že pilotní žáci nebudou moci přecházet přímo na operační typy. Výlučně pokračovací cvičný stroj kanadské letectvo nepotřebovalo a proto byla objednávka Fleetu 60K zkrácena na 100 kusů (sér. č. 3561-3660).

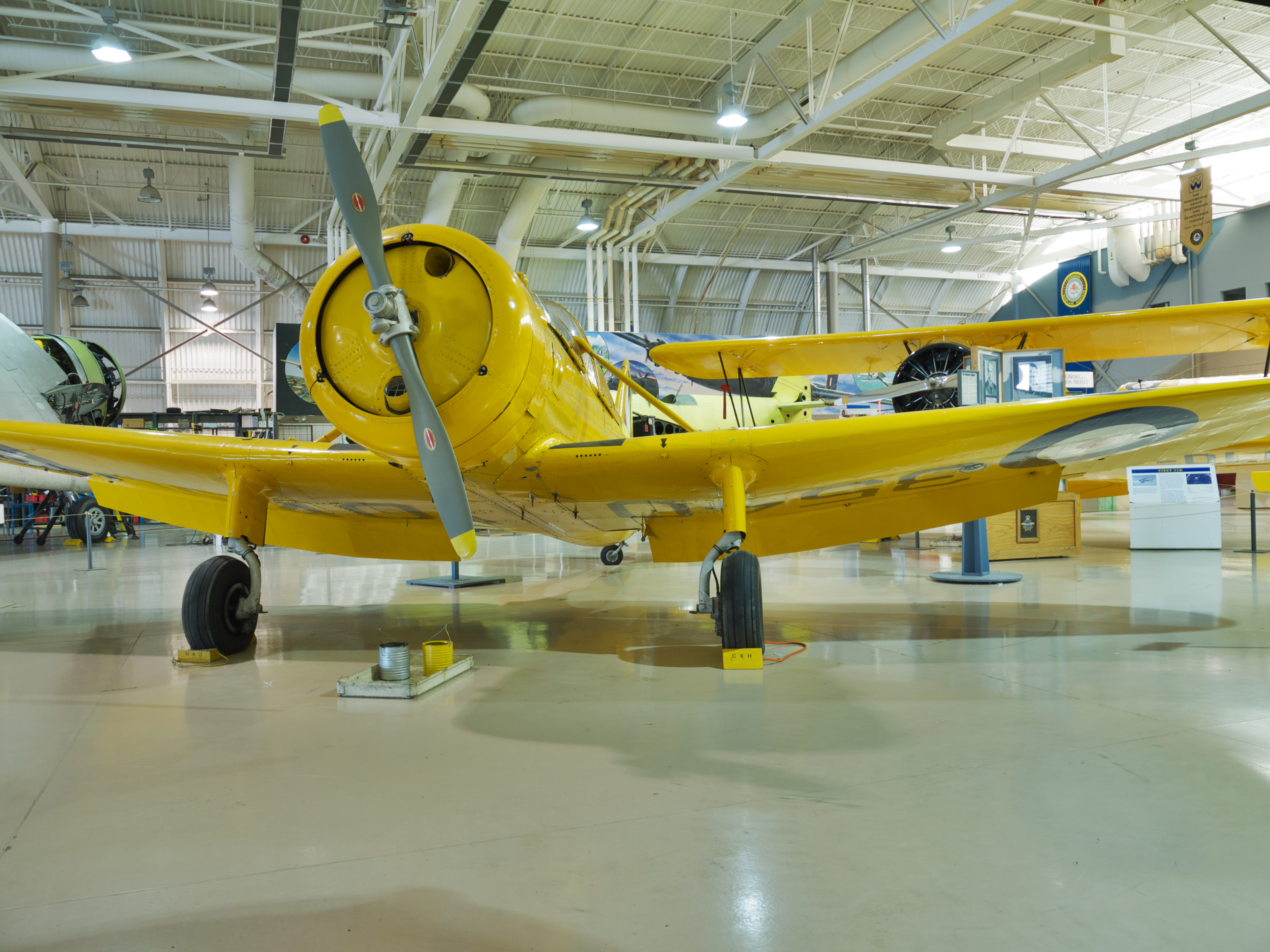
Fleet Fort (3540)

Forty sloužily zpočátku k výcviku mezi typy De Havilland Tiger Moth a North American Harvard ve škole v Uplands. První zkušenosti s letounem Fort nebyly dobré, projevovala se na nich nezkušenost továrny Fleet s kovovou skořepinovou stavbou a se složitějšími systémy. Pro časté poruchy tak byly Forty využívány jen minimálně.
Kabiny Fleetu 60K však byly prostornější a pohonná jednotka silnější než u Tiger Mothu, který byl využíván k výcviku radistů. V únoru 1942 byly proto na základně v Rockliffe na Fortu 3573 vyzkoušeny instalace vysílače typu T-1083 a přijímače R-1082. Ze zadní kabiny bylo vymontováno vybavení i sedadlo, které bylo nahrazeno novým, obráceným směrem vzad. Do zadní části trupu byla namontována radiovýstroj a na trup přidána kruhová rámová anténa v průhledném krytu. Upravené letouny dostaly označení Fleet 60K Fort II. Se sňatými kryty hlavních noh podvozku, které u původních strojů sloužily k nácviku zatahování podvozku, sloužily u 2. školy radistů v Calgary a u 3. školy radistů ve Winnipegu.
Těžká radiovýstroj však způsobila posun těžiště letounu vzad, což nepříznivě ovlivňovalo letové vlastnosti, navíc selhávaly brzdy, praskalo olejové potrubí a často docházelo k požárům za letu. Během tří let užívání při výcviku radistů byly při nehodách odepsány 23 Forty II. Další tři byly odepsány pro nerentabilitu opravy. Původní neupravené stroje sloužily u jednotek k výcviku letu podle přístrojů a přezkušování pilotů. V dubnu 1945 byly zbývající exempláře zrušeny.

## Specifikace (Fleet 60K Fort)

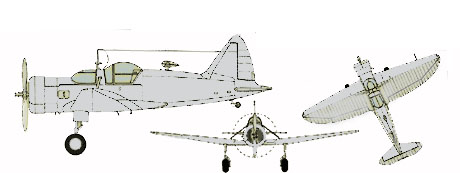
Fleet Fort

Údaje podle

### Technické údaje
- Osádka:
- Rozpětí: 10,97 m
- Délka: 8,18 m
- Výška: 2,51 m
- Nosná plocha: 20,07 m²
- Hmotnost prázdného letounu: 1149 kg
- Vzletová hmotnost: 1589 kg
- Pohonná jednotka:

### Výkony
- Maximální rychlost: 260 km/h
- Cestovní rychlost: 217 km/h
- Počáteční stoupavost: 5,6 m/s
- Praktický dostup: 4575 m